# Campos Belos (ort)
Campos Belos är en ort i Brasilien.   Den ligger i kommunen Campos Belos och delstaten Goiás, i den centrala delen av landet, 300 km norr om huvudstaden Brasília. Campos Belos ligger 629 meter över havet och antalet invånare är 15 582.
Terrängen runt Campos Belos är platt österut, men västerut är den kuperad.
Omgivningarna runt Campos Belos är huvudsakligen savann. Runt Campos Belos är det ganska glesbefolkat, med 24 invånare per kvadratkilometer.